# Clubul Sportiv Real Succes
Il Clubul Sportiv Real Succes è una società calcistica moldava con sede nella città di Chișinău.
Fondata nel 2002, milita in Liga 1, la seconda divisione del Campionato moldavo di calcio.

## Storia
Nel 2002 è stata fondata una società chiamata Lilcora (nome di una omonima azienda di cosmetici), che nel 2009 ha vinto il proprio campionato regionale.
Nel 2009 la società si fonde con il Real-Succes, dando vita al Real Succes-Lilcora, che prende parte al campionato moldavo di seconda serie. Successivamente, la dicitura Lilcora scompare dalla denominazione ufficiale del club.